# Monique Mujawamariya
Monique Mujawamariya est une militante des droits humains canadienne d’origine rwandaise, née à Butare au Rwanda le 27 juillet 1955. Elle travaille actuellement comme chargée de projets pour l'association Leading Women of Africa, au Cap.

## Biographie
Monique est née d’un père Hutu, originaire du nord du pays à Gisenyi et d’une mère Tutsi, originaire du sud du pays à Gikongoro. 
Après une formation d’assistante sociale à l’école sociale de Karubanda (1973), elle participe à l’installation de services sociaux dans les hôpitaux du Rwanda et, en 1987, à une étude de la communauté économique européenne sur la transmission du VIH entre mères et enfants. Elle quitte son mari après avoir été victime de violences domestiques, et s'investit dans l'aide de jeunes femmes connaissant cette situation.
En octobre 1990 (début de la guerre au Rwanda), elle commence à militer pour la protection des droits humains en fondant l’Association rwandaise pour la Défense de la personne et des Libertés publiques. Elle devient, en 1993, secrétaire exécutive de la Ligue des Droits de la personne dans la région des Grands Lacs – Burundi, Rwanda, Ouganda, Zaïre. Elle est pionnière dans l’organisation internationale d'enquêtes sur les violations des droits humains sur le terrain (au Rwanda et au Burundi), dont les équipes étaient uniquement composées des militants des ONG. Elle alerte sur les meenaces vis-à-vis des tutsi avant avril 1994, et échappe elle-même de peu à des soldats à sa recherche, en avril.
Par ses origines, ni tout à fait tutsi, ni tout à fait hutu, elle est directement touchée par les actes de génocide. En 1996, elle organise le colloque de Bamako au Mali sur la mauvaise gouvernance du Rwanda et ses débordements ethniques. De 1994 à 1996, elle est consultante au département d’État à Washington pour les affaires africaines, et conférencière itinérante pour Amnesty International sur le thème « Les exécutions sommaires, arbitraires et extrajudiciaires ». Sa tentative de retour au Rwanda en 1996 se révèle impossible. Elle s'installe au Canada en 1998, puis en Afrique du Sud en 2011.

## Prix et reconnaissance
En reconnaissance de son travail de militante, Monique Mujawamariya a reçu en 1993 et 1994 le prix du meilleur défenseur des droits humains de Human Rights Watch et a été reçue à la Maison-Blanche par le président Bill Clinton,.
Reconnue comme agent de changement, Monique a été nommée personnalité pour les dix prochaines années par Global 100 du Time Magazine en novembre 1994.
En 1995, on lui a décerné un doctorat honorifique en lettres humanitaires du Amherst College et le prix mondial de la démocratie de la NED (National Endowment for Democracy). 
En 1996, elle a reçu le prix de la commission onusienne pour la défense des droits des femmes et des enfants réfugiés et, en 2003, le prix Gandhi-King-Ikeda pour son travail auprès des enfants en difficulté. 
Depuis le 15 mai 2022 elle est Officielle de l'ordre de Montréal.